# Symphony Towers
La Symphony Towers est un gratte-ciel de 152 mètres de hauteur construit à San Diego en Californie aux États-Unis de 1984 à 1989. La construction a donc pris 5 ans ce qui est beaucoup pour un gratte-ciel de cette taille.
Le bâtiment fait partie d'un ensemble qui comprend aussi la "Sheraton Suites San Diego", un hôtel de 27 étages.
L'immeuble a été récompensé par le "1994 BOMA International Building of the Year"
En 2024 c'était le deuxième plus haut gratte-ciel de San Diego .
L'architecte est l'agence SOM.
L'immeuble a été racheté en 2003 pour 134 millions de $ par "The Irvine Company".